# 크롬 엔터테인먼트
크롬 엔터테인먼트(Chrome Entertainment)는 대한민국의 연예기획사이다. 청공소년, 정광현이 소속되어 있다.

## 소속 연예인
- 청공소년
- 정광현
- 저스트비
- 클라우디안

## 이전 소속 연예인
- 크레용팝
- 탁재훈